# Browning M1917
Das Browning M1917 ist ein amerikanisches Maschinengewehr, welches von den US-Streitkräften im Ersten Weltkrieg, im Zweiten Weltkrieg, im Koreakrieg, in geringer Anzahl im Vietnam-Krieg sowie im selben Zeitraum auch von anderen Nationen eingesetzt wurde. Strukturmäßig war die Waffe meist der eigenständigen MG-Kompanie des Bataillons zugeordnet oder als Bordbewaffnung z. B. auf Geländefahrzeugen montiert. Es gab zwei Hauptvarianten: das M1917, welches überwiegend im Ersten Weltkrieg von der Infanterie sowie in geringer Anzahl als Bordwaffe in Flugzeugen benutzt wurde, und das nach dem Krieg eingeführte M1917A1.
Aus dem M1917 wurde auf Veranlassung von General John Pershing durch Vergrößerung das Browning M2 entwickelt.

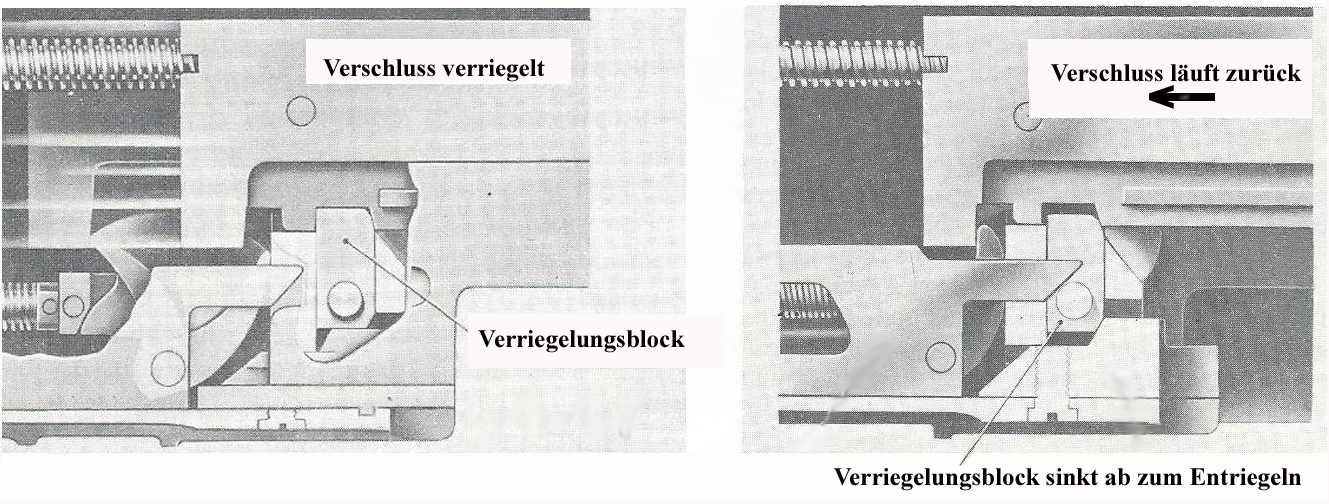
Browning M1917 Funktion des Verriegelungsblocks

## Geschichte
Im Jahr 1901 reichte John Moses Browning das US-Patent 678937 für eine automatische Rückstoßladerwaffe ein. Die Konstruktion fand beim damaligen US-Militär nur wenig Zuspruch. Das M1917 war im Grunde eine Weiterentwicklung dieses Patents. Das Browning M1917 ist ein wassergekühltes Maschinengewehr. Luftgekühlte Versuchswaffen führten nach dem Ersten Weltkrieg zum leichteren Modell 1919, welches mechanisch gleich aufgebaut war. Das Browning MG M1917 gleicht äußerlich dem Maxim-Maschinengewehr, hat wie dieses Gurtzuführung und beides sind Rückstoßlader mit kurzem Laufrücklauf. Trotzdem sind sie mechanisch völlig verschieden. Das Maxim hat einen Kniegelenkverschluss, während beim Browning-MG Verschluss und Lauf durch einen stählernen Block verriegelt sind. Das Browning MG M1917 ist etwas leichter als das Maxim und ebenso zuverlässig.
Das amerikanische United States Army Ordnance Department (vergleichbar mit dem Heereswaffenamt bzw. Amt für Wehrtechnik und Beschaffung) zeigte nur geringes Interesse an der Waffe, bis nach der Kriegserklärung im Jahr 1917 Browning zu einem Test der Waffe aufgefordert wurde. Der erste Test war ein Erfolg, aber das Waffenamt forderte einen zweiten Test. Im zweiten Test feuerte Browning zwei Feuerstöße mit je 20.000 Schuss ohne jede Fehlfunktion. Darauf reagierte das Waffenamt beeindruckt, war jedoch nicht davon überzeugt, dass dies bei einem Serienmodell ebenso möglich wäre. Browning produzierte einen zweiten Prototyp und feuerte damit in 48 Minuten 21.000 Schuss ab, wieder ohne jede Fehlfunktion. Das Waffenamt war daraufhin überzeugt und bestellte die Waffe, was der Anfang einer langen Karriere war. Das M1917 wurde noch in Korea eingesetzt.
Zwischenzeitlich nutzte die US-Armee verschiedene ältere Maschinengewehre, zum Beispiel das Colt-Browning M1895 (ein von Browning entworfener Gasdrucklader), das Maxim, das Benet-Mercies M1909 und das Hotchkiss M1914. Das M1917 war als Standardwaffe für die US-Armee im Krieg bestimmt, kam jedoch zu spät. Die französischen Hotchkiss-MGs im Kaliber 8 mm waren de facto die am meisten genutzte Maschinengewehre der American Expeditionary Force.

## Einsatz

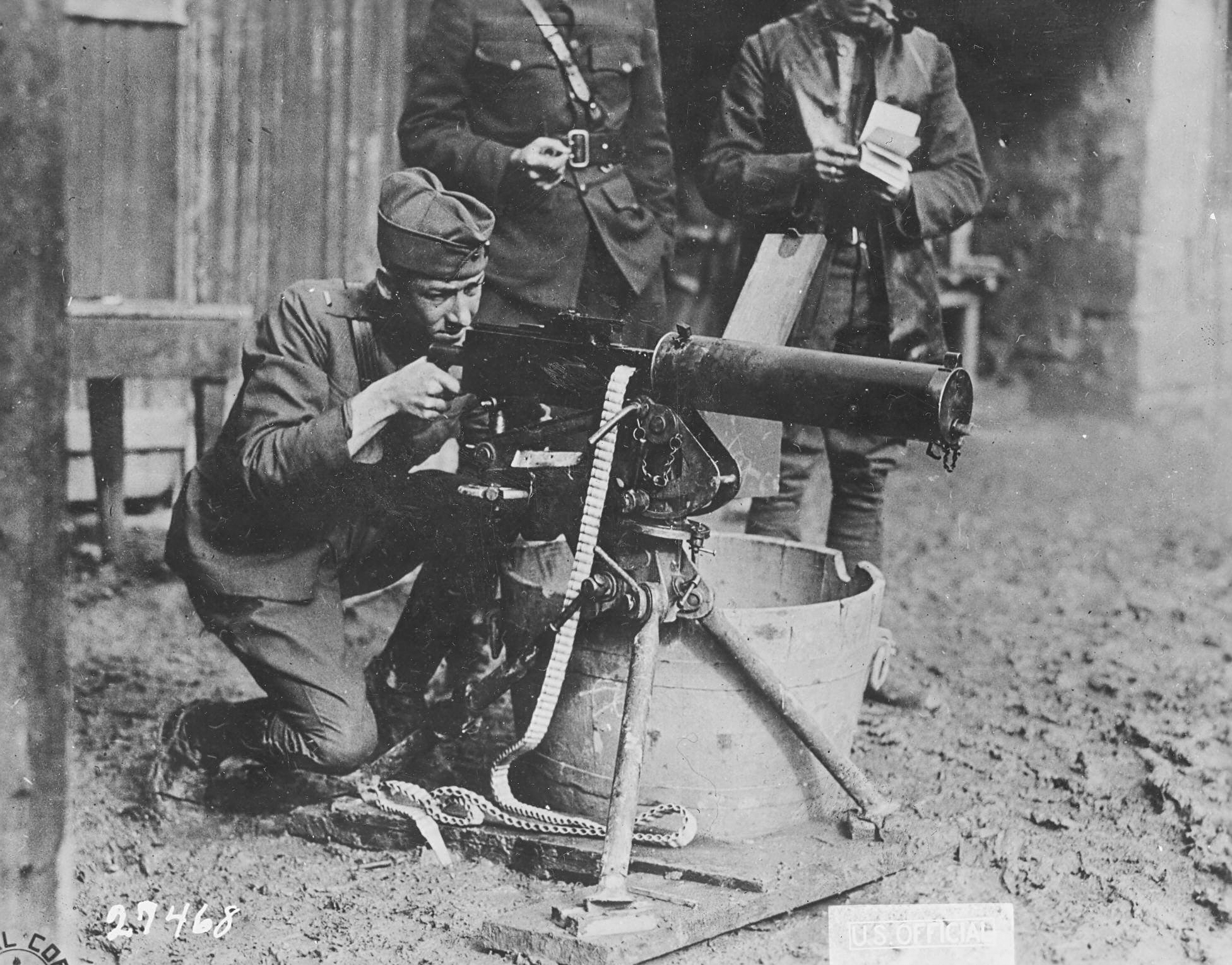
Einsatz eines Browning M1917 durch die US Army im Ersten Weltkrieg 1918

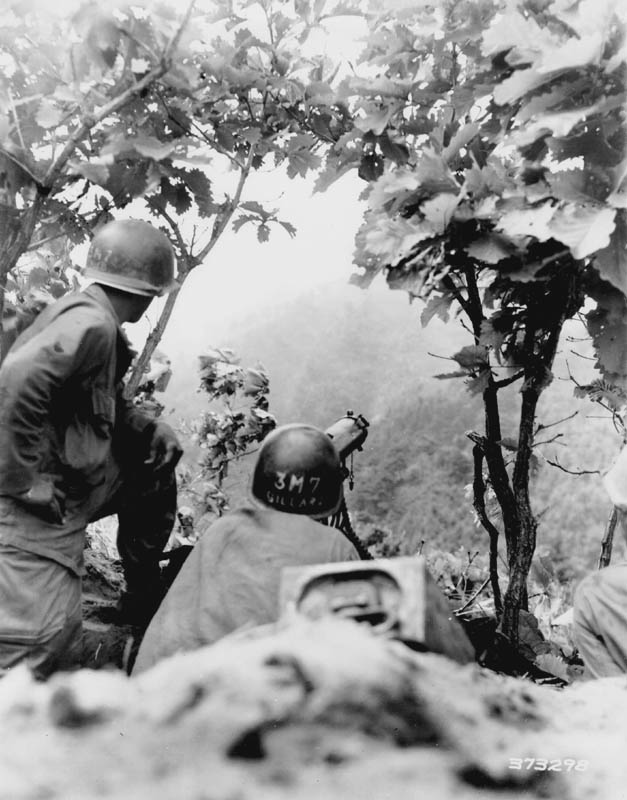
Ein Browning Modell 1917 im Einsatz während des Koreakrieges

Das M1917 wurde im Ersten Weltkrieg nur in begrenzter Stückzahl eingesetzt. Lediglich 1.200 M1917 wurden in den letzten zweieinhalb Monaten an der Front verwendet. Ein Drittel der nach Frankreich beorderten Divisionen wurde mit dem M1917 ausgerüstet. Die restlichen Divisionen verwendeten französische oder britische Vickers-Maschinengewehre, die von Colt in den USA gefertigt wurden. Wo das M1917 zum Einsatz kam, war seine Zuverlässigkeit und Feuerrate äußerst effektiv.
Das M1917A1 wurde ebenfalls im Zweiten Weltkrieg eingesetzt. Einige Exemplare im Kaliber .303 British wurden nach Großbritannien  für die britische Heimatverteidigung geliefert. Alle produzierten Modelle wurden nach dem Verlust eines großen Teils der militärischen Ausrüstung der britischen Armee während des überhasteten Rückzuges vor den deutschen Truppen in Frankreich im Jahr 1940 zum Ausgleich herangezogen.
Im Koreakrieg wurde das M1917 erneut im Kampf eingesetzt.
In den 1960ern wurde begonnen, das M1917 durch das leichtere und handlichere M60 für den „modernen Krieg“ zu ersetzen. Die Haupteinsatztaktik des M1917 sowie der baugleichen Vickersmodelle, aus einer statischen Stellung heraus defensiv zu operieren, war in Zeiten der schnellen und hochmobilen Kriegsführung nicht mehr zeitgemäß. Viele M1917 wurden den Südvietnamesen überlassen.
Die Waffe wurde in der zweiten Hälfte des 20. Jahrhunderts in diversen Ländern der Dritten Welt eingesetzt.

## Varianten

### Varianten des US-Militärs

#### M1917
Erstes Modell. Einsatz im Ersten Weltkrieg.

#### M1917A1
Reaktivierte M1917 für das US-Arsenal, Einsatzzeit verlängert

#### M1918
- luftgekühlte Version als Flugzeug-Bordbewaffnung. Während des Ersten Weltkrieges entwickelt, kam das M1918 für einen Einsatz zu spät, blieb jedoch bis zur Einführung des M1919 im Bestand.
- schwereres Rohr, jedoch im Vergleich zum M1917 leichterer Rohrmantel
- eine wahrscheinliche Untervariante, das M1918M1, wurde als flexible Version für das statische M1918 entwickelt

### Internationale Varianten und Bezeichnungen
Die Konstruktion des M1917 wurde in vielen Ländern der Welt in diversen Modellen eingesetzt und unter neuen Bezeichnungen geführt.

#### Ksp m/36
- Bezeichnung für die in Schweden in Lizenz hergestellten M1917 im Kaliber 6,5 × 55 mm als Infanteriewaffe, sowie im Kaliber 8 × 63 mm als Bordbewaffnung für Flugzeuge. In der Mitte der 1970er-Jahre wurden sämtliche Modelle auf das NATO-Kaliber 7,62 × 51 mm NATO umgerüstet. Im Gegensatz zum M1917 mit Einzelhandgriff hat es einen doppelten Handgriff.

#### Ckm wz. 30
- polnischer, verbesserter Lizenzbau des M1917 im Kaliber 7,92 × 57 mm

#### M/29
- norwegische Bezeichnung für das Colt M1917 (in diesem Abschnitt so genannt) im Kaliber 7,92 mm, als schweres Standardmaschinengewehr sowie als Flugabwehrwaffe für die Norwegische Armee von 1919 bis 1940 benutzt. Ersetzte das Hotchkiss M1914.[2] Das M/29 bewährte sich im Krieg 1940 gegen die deutsche Wehrmacht meist als einziges verfügbares schweres Maschinengewehr.

### Kommerzielle Varianten

#### Colt Modell 1917 und Modell 1928
- Colt produzierte das M1917 für einen argentinischen Exportauftrag als Modell 1928 in leicht veränderter Art: das Modell 1928 bekam einen Daumenschutz, eine Mündungsbremse und eine Vorrichtung für ein Weitblick-Visier

#### Colt MG38, MG38B, and MG38BT
- Derivate des Colt M1928 für den kommerziellen Gebrauch
- die MGs 38 und 38B waren wassergekühlt mit einem Rohrmantel, der im Gegensatz zum Colt M1917 und M1928 in das Gehäuse geschraubt wurde.
- das MG 38BT war eine luftgekühlte Waffe mit einem kurzen schweren Rohr ähnlich dem M1919A2 und wurde als Panzer-MG verwendet

## Ableitungen
Eine vereinfachte, luftgekühlte Version der Waffe, das M1919A2, wurde nach dem Ersten Weltkrieg eingeführt und im Zweiten Weltkrieg, im Korea-Krieg und im Vietnam-Krieg eingesetzt.

## Trivia
Ein Browning-M1917-Maschinengewehr stand in Sam Peckinpahs Film The Wild Bunch aus dem Jahr 1969 bei der finalen Schießerei im Mittelpunkt.